# Mats Hummels
Mats Julian Hummels (ur. 16 grudnia 1988 w Bergisch Gladbach) – niemiecki piłkarz, występujący na pozycji obrońcy we włoskim klubie AS Roma oraz w reprezentacji Niemiec. Złoty medalista Mistrzostw Świata 2014. Uczestnik Mistrzostw Świata 2018, Mistrzostw Europy 2012 i 2016.

## Życiorys

### Kariera klubowa
Hummels w 1995 dołączył do juniorskiego składu Bayernu Monachium. 27 maja 2006 na stadionie Städtisches Stadion an der Grünwalder Straße (Monachium, Niemcy) zadebiutował w rezerwach tego klubu w zremisowanym 1:1 meczu przeciwko Eintrachtowi Trewir. W 2006 został włączony do kadry Bayernu. W Bundeslidze zadebiutował 19 maja 2007 na stadionie Allianz Arena w wygranym 5:2 meczu z 1. FSV Mainz 05, zmieniając w 52. minucie Martína Demichelisa. 3 stycznia 2008 Hummels został wypożyczony do Borussii Dortmund. W klubie z Dortmundu zadebiutował 16 lutego 2008 na stadionie der Freundschaft (Chociebuż, Niemcy) w wygranym 2:0 meczu ligowym przeciwko Energie Cottbus, zaś pierwszego gola zdobył 18 października na stadionie Weserstadion (Brema, Niemcy) w zremisowanym 3:3 spotkaniu z Werderem Brema. W lutym 2009 Bayern porozumiał się z Borussią i ostatecznie za 4,2 miliona euro sprzedał Hummelsa do drużyny z Westfalenstadion. 3 czerwca 2012 przedłużył kontrakt z Borussią Dortmund do 2017. 10 maja 2016 potwierdzono, że Hummels od 1 lipca powróci do Bayernu Monachium.
19 czerwca 2019 powrócił do Borussii Dortmund.

### Kariera reprezentacyjna
Reprezentował Niemcy w kategorii U-21.
W seniorskiej reprezentacji Niemiec zadebiutował 13 maja 2010 na stadionie New Tivoli (Akwizgran, Niemcy) w wygranym 3:0 meczu towarzyskim przeciwko Malcie.

## Sukcesy

### Klubowe

#### Borussia Dortmund
- Mistrzostwo Niemiec: 2010/2011, 2011/2012
- Puchar Niemiec: 2011/2012, 2020/2021
- Superpuchar Niemiec: 2013, 2014, 2019
- Finał Ligi Mistrzów UEFA: 2012/2013, 2023/2024

#### Bayern Monachium
- Mistrzostwo Niemiec: 2016/2017, 2017/2018, 2018/2019
- Puchar Niemiec: 2018/2019
- Superpuchar Niemiec: 2016, 2017, 2018

### Reprezentacyjne
- Mistrzostwo świata: 2014
- Mistrzostwo Europy U-21: 2009

### Indywidualne
- Jedenastka gwiazd Mistrzostw świata: 2014
- Drużyna sezonu w Bundeslidze: 2015/2016, 2016/2017[13], 2017/2018
- Drużyna sezonu w Bundeslidze wg kicker: 2009/2010, 2010/2011, 2011/2012
- Drużyna roku wg ESM: 2010/2011, 2011/2012
- Drużyna sezonu Ligi Europy UEFA: 2015/2016

## Odznaczenia
- Srebrny Liść Laurowy (2014)[14]